# 藤野暢央
藤野 暢央（ふじの のぶお、1978年 - ）は、日本のバレエダンサー。兵庫県宝塚市生まれ。江川バレエ舞踊学校出身。

## 経歴
- 1994年 - 兵庫県立宝塚北高等学校普通科理数コース入学。
- 1995年 - アジア・パシフィック国際バレエ・コンクール出光興産特別奨学金を受賞。学校を休学し(後に中退)、オーストラリアン・バレエスクールに留学。
- 1997年 - オーストラリアン・バレエスクールを首席卒業。香港バレエ団へ入団。
- 2002年 - プリンシパルに昇格。
- 2004年 - モスクワ ポリショイ劇場にて、日本人初のブノワ賞ノミネート。
- 2005年 - オーストラリア・バレエ団にシニアソリストとして移籍。
- 2008年 - 香港バレエ団に再入団。
- 2010年 - 日本へ帰国。フリーダンサー、及び講師として活動。
- 2012年 - ダンサーと結婚。